# 6619-es mellékút (Magyarország)
A 6619-es számú mellékút egy közel húsz kilométer hosszú, négy számjegyű országos közút Somogy vármegyében. Nagybajom városát köti össze Nagyatád vonzáskörzetével, a 61-es és 68-as főutak összekapcsolásával.

## Nyomvonala
A 61-es főút 143,600-as kilométerszelvényénél lévő körforgalomból ágazik ki, Nagybajom központjában. Dél felé indul, Vásártér utca néven; 900 méter után lép ki a lakott területek közül, ott délnyugatnak fordul. 5,4 kilométer után lép át a Nagyatádi járásba, Kutas területére, majd 7,2 kilométer után éri el a település lakott területét, ahol előbb a Kossuth utca nevet veszi fel, majd a központban, 8,3 kilométer után délnek fordul, onnan Petőfi utca néven húzódik. 9,1 kilométer után beletorkollik a 6622-es út, amely szintén körülbelül 9,2 kilométer megtétele után jár. 9,2 kilométer után keresztezi a MÁV 41-es számú Dombóvár–Gyékényes-vasútvonalát, Kutas megállóhely nyugati szélénél, majd kevéssel ezután kilép a házak közül.
10,2 kilométer megtétele után lép a következő község, Beleg területére, de itt csak lakatlan külterületeken halad, több kilométerre keletre a központtól. A 11,550-es kilométerszelvényénél kiágazik kelet felé a 3,3 kilométer hosszú 66 144-es út, ez vezet a zsákfalunak tekinthető Kisbajomba. 12,3 kilométer után éri el Szabás területét; a község északi határvidékén két iránytörése is van, de amire eléri a központ északi szélét, 13,1 kilométer után, addigra már ismét délnek halad. Fő utca a települési neve és 14,3 kilométer után lép ki a faluból.
14,9 kilométer után Nagykorpádra érkezik, ennek lakott területét 15,8 kilométer teljesítését követően éri el. A települési neve itt előbb Petőfi utca, a központban Kossuth Lajos utca, a déli falurészben pedig Szabadság utca. A 18. kilométere után hagyja el a község házait, 18,5 kilométer után pedig az útjába eső utolsó település, Lábod területére ér. A 6616-os útba beletorkollva ér véget, annak 26,850-es kilométerszelvényénél.
Teljes hossza, az országos közutak térképes nyilvántartását szolgáló kira.gov.hu adatbázisa szerint 19,358 kilométer.

## Települések az út mentén
- Nagybajom
- Kutas
- (Beleg)
- Szabás
- Nagykorpád
- Lábod